# Celestino Romin Romero
Celestino Romin Romero es un político peruano. Fue alcalde del distrito de Anco entre 2003 y 2006.
Nació en el distrito de Anco, provincia de La Mar, departamento de Ayacucho, el 6 de abril de 1972, hijo de Benigno Romin Ochoa y Fortunata Romero Gutiérrez. Cursó sus estudios primarios y secundarios en la ciudad de Ayacucho. Entre 1992 y 1994 siguió estudios técnicos de Enfermería.
Participó en las elecciones municipales de 1998 como candidato a la alcaldía del distrito de Anco por el movimiento Fuerza Independiente Unión Lamarina sin éxito. En las elecciones municipales del 2002 sí obtuvo la elección por el partido Renacimiento Andino con el 43.206% de los votos. Luego de su gestión tentó tres veces su elección como alcalde de la provincia de La Mar sin obtenerla. en el 2006 y el 2010 por el movimiento regional Qatun Tarpuy y en la del 2014 por la Alianza para el Progreso de Ayacucho. Participó en las elecciones regionales del 2018 como candidato a vicegobernador regional de Ayacucho por el "Movimiento Regional Ganan Ayacucho" tras el candidato José Urquizo Maggia sin obtener la elección.